# Martino Altomonte
Martino Altomonte, rođen kao Johann Martin Hohenberg (Napulj 8. svibnja 1657. – Beč 14. rujna 1745.) bio je talijanski barokni slikar austrijskog podrijetla, koji je najviše djelovao u Poljskoj i Austriji.
Uz Johanna Michaela Rottmayera, slovi za utemeljitelja baroknog slikarstva u austrijskim zemljama.

## Životopis
Hohenbergov otac rođen je u Tirolu i odselio se u Napulj gdje je bio pekar. Njegov sin Johann Martin učio je slikarstvo u radionici slikara Giovannija Battiste Gaullija. Nakon toga se 1672. uputio u Rim, gdje je učio neoklasicističko slikarstvo kod Annibalea Carraccija i Guida Renija. Martino je nakon toga sintetizirao svoje napuljsko i rimsko slikarsko iskustvo u jedan novi izričaj.
Godine 1684. Martino Hohenberg je postao dvorski slikar poljskog kralja Jana Sobjeskoga. Na dvoru je promijenio prezime u Altomonte. Na poljskom je dvoru najviše slikao scene bitaka (poput Pobjede kod Beča) i religijske motive. Njegov sin Bartolomeo Altomonte, rođen 1694., također je bio uspješan slikar.
Oko 1699. – 1702. godine Altomonte se zbog posla preselio u Beč, u kojem je ostao do kraja života. U Beču je napravio brojne freske i oltarne slike. Godine 1707. postao je suradnik carske Akademije Petera Strudela. Od brojnih bečkih oltarnih slika najpoznatije su mu one iz Karlskirche i Peterskirche, ali njegov najpoznatiji rad svakako su freske iz Donjeg Belvederea.